# アズマギンザメ
アズマギンザメ（学名：Harriotta chaetirhampha）は、ギンザメ目テングギンザメ科に属する魚類である。